# Heliobacterium gestii
Heliobacterium gestii è una specie di batterio appartenente alla famiglia delle Heliobacteriaceae.